# انتخابات ریاست‌جمهوری دومینیکا (۲۰۲۳)
انتخابات غیرمستقیم ریاست‌جمهوری دومینیکا (انگلیسی: 2023 Dominican presidential election) قرار است در ۱۲ سپتامبر ۲۰۲۳ برای انتخاب رئیس‌جمهور بعدی این کشور برگزار شود.
رئیس‌جمهور چارلز ساوارین برای انتخاب مجدد واجد شرایط نیست، زیرا قانون اساسی دومینیکا وی را از شرکت در دوره سوم منع می‌کند.
روزولت اسکریت، نخست‌وزیر دومینیکا، از حزب کارگر دومینیکا، سیلوانی برتون را به عنوان نامزد پیشنهاد کرده‌است و او را به احتمال زیاد اولین رئیس‌جمهور زن و اولین رئیس جامعه بومی کالیناگو می‌کند.